# フェスティバルゲート
フェスティバルゲート（英: Festival gate）は、かつて大阪市浪速区恵美須東に設置されていた複合型娯楽施設。略称はフェスゲ。第三セクターのフェスティバルゲート株式会社により運営されていた（現在は解散している）。

## 概要

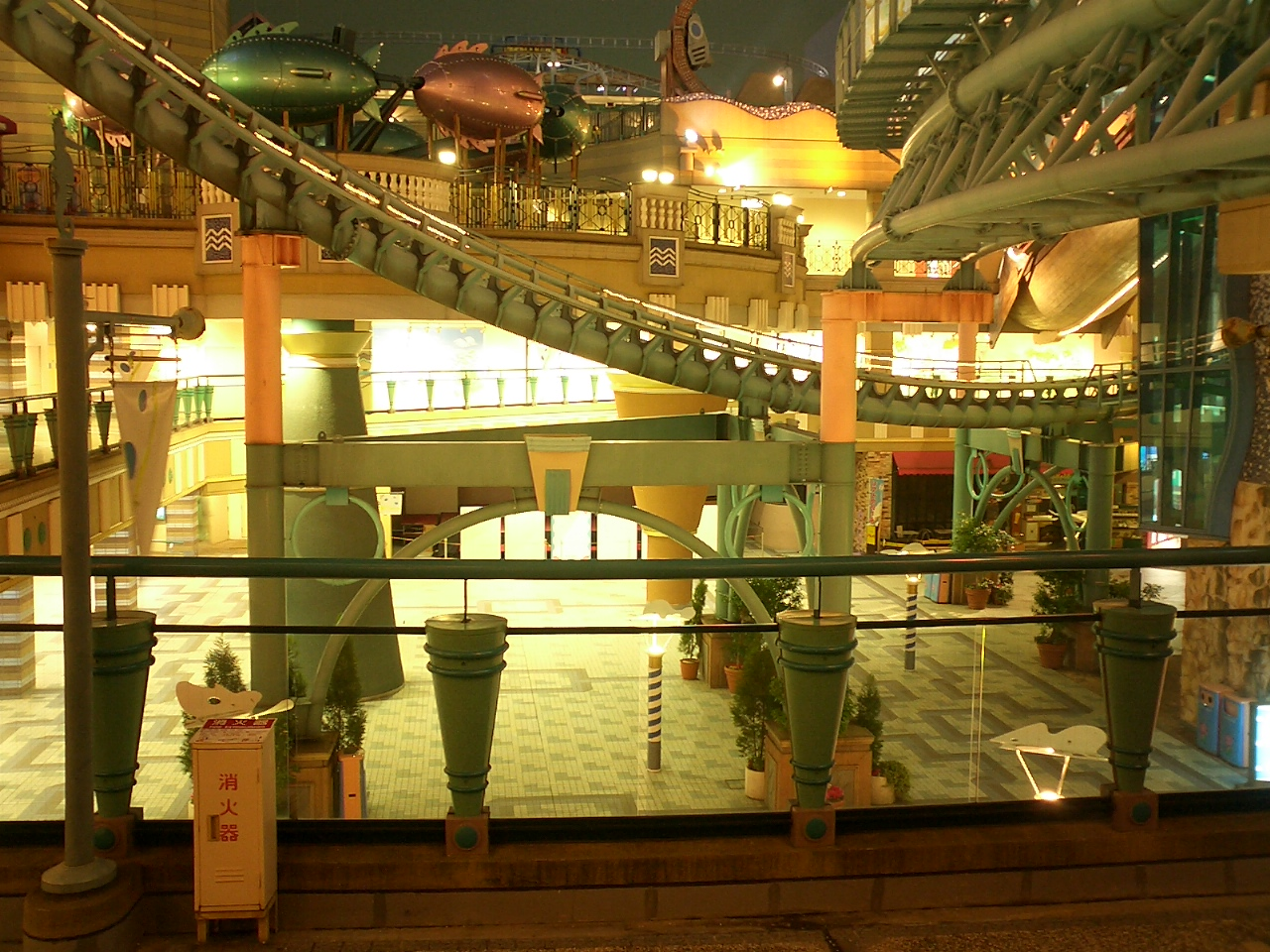
夜間のライトアップ。

大型遊具や娯楽施設と商業施設を合体させた「都市型立体遊園地」として、1997年（平成9年）7月18日に開業。総面積1.4ha、店舗面積5,700m2。約380台収容の駐車場や、約120台収容の駐輪場も設けられていた。
新世界のランドマークである通天閣から見て南南西300mほどの場所にあり、東隣には温浴施設「スパワールド」があり同日に開業した。
遊戯施設の利用は有料だが、入場は無料だった。地下には地下鉄御堂筋線の動物園前駅への連絡通路や、市バスの「地下鉄動物園前」停留所（操車扱いも実施）も設けられ、同地への抜け道として通ることもできた。
しかし、来場客の減少により、2007年（平成19年）7月31日までにほぼ全ての店舗及びアミューズメントの営業を終了し、10年の歴史に幕を下ろした。閉鎖後の跡地は2009年（平成21年）1月30日に行われた競売でマルハンが入札し、改築計画を発表。

### 施設内容について
施設は泉陽興業がプロデュースを手掛け、アメリカ・サンディエゴのホートン・プラザ（en）を参考にアミューズメントを中心に飲食や映画などを複合化しリピーターを増やす目論見としていた。
建物は海底に沈んだ古代都市をイメージした外観で、外観は周辺の町並みと違和感なく馴染む意匠を心がけ館内は実際よりも広く感じさせるべく迷路的な動線とし夕方以降はファンタジックな照明演出も行われた。
西南角にそびえる高さ約45m・幅52mのH型のゲートタワーから入っていくと、2階のプラザ I、プラザ II、プラザ IIIと呼ばれる3つの広場につながっていた。3つの広場は遊技施設や商業施設が一体化した都市型遊園地内にあり、遊びのおもちゃ箱を連想させるような夢空間を演出していた。
8階建てで、2階の中心部から吹き抜けとなっており、その中を全長約750m、最大斜度約50度、最高速約100km/hのジェットコースター「デルピス・ザ・コースター」が縦横無尽に駆け抜けた。レーンは建物を突き抜けて外側にも設けられて独特の外観を構成していた。また、ゲートタワーの下の空間にはゴンドラ2台が振り子運動と宙返りを繰り返す絶叫マシン「クロノス」があり、このほかにもイルミネーションが美しいメリーゴーランド、乗り物に乗ってレーザー銃で標的を倒すシューティングシミュレーションゲームなど様々な遊戯施設が各階フロアに配置されていた。
また、海外の珍しい雑貨やアクセサリーなどを取り揃えた商店やレストランが多数入居。内装はイタリアのベネチアやアメリカのウエスト・コーストなど海と関わりの深い都市や街をテーマに演出され、買い物やカフェテラスで食事をしながら、遊戯施設で遊ぶ人の歓声を楽しむこともできた。7階にはスクリーンを4つ備えた映画館「動物園前シネフェスタ4」が併設されており、4館あわせて約600人を収容できた。
マスコットキャラクターは、イラストレーターの久保俊明（現：久保晶太）により描き下ろされた「タラッタ」。名前の由来はギリシア語で海を意味する「θάλαττα」。開園後の一般公募で決定された。

#### 営業時間
（1999年（平成11年）当時）
- 年中無休・入場無料
- 飲食店舗 10時 - 23時
- 物販店舗 10時 - 20時
- アミューズメント 10時 - 22時

#### プリペイドカード
アミューズメント施設が利用できるカード。インフォメーションセンターならびに各施設の周辺に設置の自動販売機で購入。
- 1,100円券 - 1,000円
- 3,400円券 - 3,000円
- 5,800円券 - 5,000円

## 歴史

### 建設の経緯
元々、この地には大阪市交通局の市電天王寺車庫（霞町車庫）があった。バブル期の1989年、「大阪市交通局霞町車庫跡地開発プロジェクト・土地信託事業計画提案競技」に則り、区画をA・Bの二つに分断。この内のAゾーンに建てられたのがフェスティバルゲートで、日本信託銀行・東洋信託銀行・中央信託銀行・三井信託銀行による共同事業とし、Bゾーンと合わせ総工費約500億円の一大プロジェクトとして建設が開始された。1993年3月に着工、土地信託方式による事業であり、当初の信託期間は2020年3月までとなっていた。なお、Bゾーンには「スパワールド」が建てられて1997年7月18日に開業。

### 開園と早々の経営危機

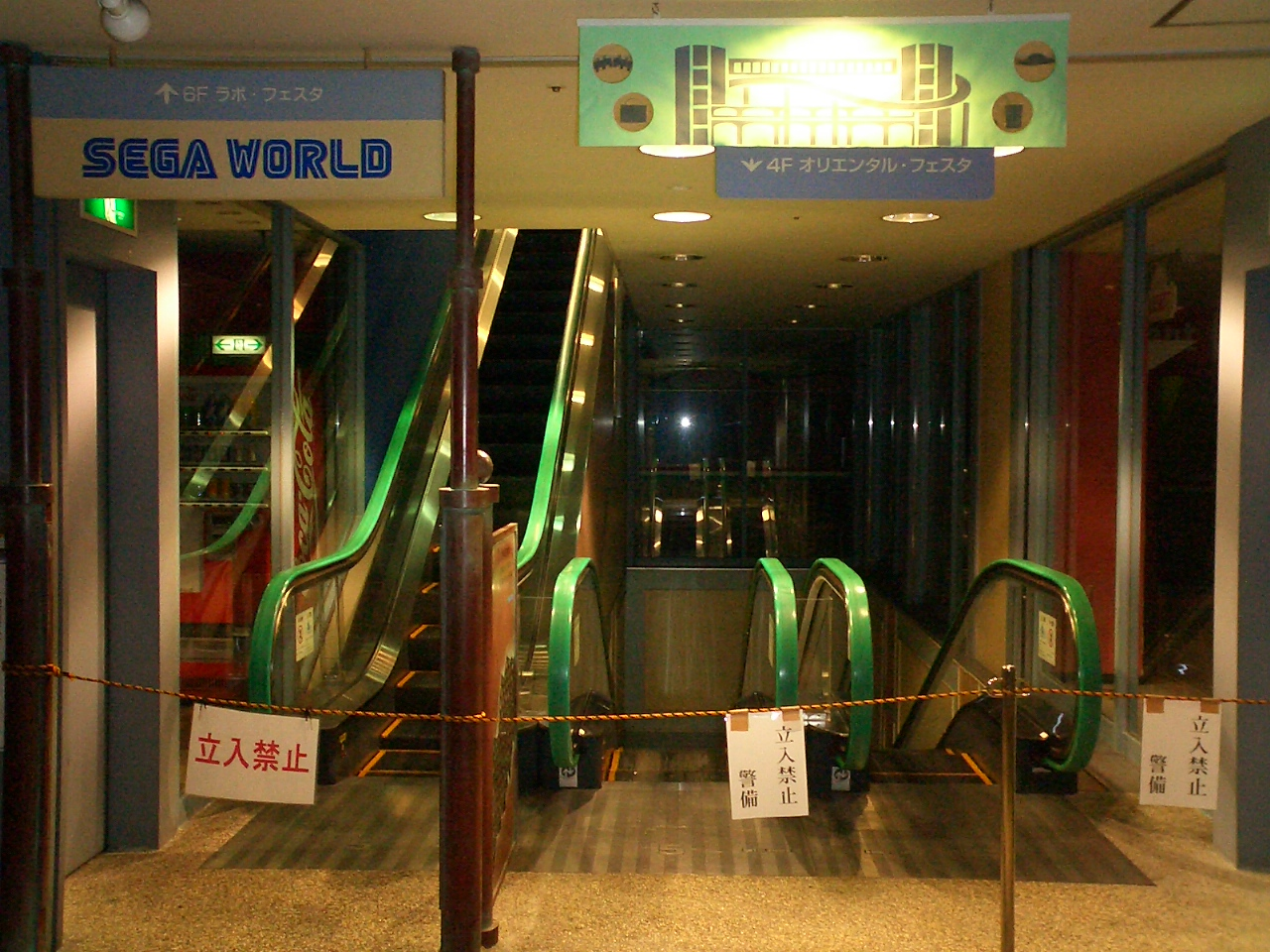
営業を終了した施設。

ジェットコースターが大胆に建物を貫く迫力のある外観と、施設自体の入園料が無料であることなどから、開業初年度には半年間で年間目標の500万人、1年間での入場者数は約830万人を記録。大いに賑わいを見せた。1998年9月23日には累計入場者数が1000万人を数える一方、同年のアジア通貨危機による不況の煽りで、早くも営業に陰りが見え始める。2001年にはユニバーサル・スタジオ・ジャパン（USJ）の開業や少子化の打撃を受け入場者数が大きく減少。飲食店などの店舗は賃料の高さに比して売り上げが落ち込み、店舗は次々と撤退。開業4年後の年間入場者数は、約300万人にまで落ち込んだ。
その後、大阪プロレスの本拠地を誘致して本社機能兼常設試合会場「デルフィンアリーナ」を開設したり、「新世界アーツパーク事業」として芸術系NPO（ダンス系の「ダンスボックス」、映像系の「記録と表現とメディアのための組織」、音響と音楽系の「ビヨンドイノセンス」、文芸系の「こえとことばとこころの部屋」）への集約的な貸し出しを行ったりするなどのテコ入れが行われたが振るわなかった。プロレスや芸術系NPOは営業が不定期であり、観客を毎日既存店舗に誘導することができなかった。また格安な賃料も、既存の店舗から反発を受けた。2004年2月、信託銀行三行は事業からの撤退を表明し、運営元のフェスティバルゲート株式会社は倒産。大阪市は、最終的に200億円の赤字を補填する形となる。
失敗の原因としてはいくつかの点が指摘されている。
周辺環境
鉄道駅やバスターミナルと直結する好立地であったが、キタやミナミのターミナル駅からは離れており、遠距離からの交通の便は良いものではなかった。しかし、隣接のスパワールドは開業当初から黒字経営で好調であり、フェスティバルゲートとは対照的に夏休みなどを中心に繁忙期は入り口付近の広間を埋め尽くすほどの人波が出来ることもあるため、一概に立地が原因とは言い切れない点もある。
アトラクションの陳腐化
USJに代表されるように、遊戯施設は定期的な新規のアトラクションの投入と投資が、運営の鍵といわれている。しかしフェスティバルゲートは、構造上アトラクションの新設や改修が困難だったことや、USJの開業も客足が伸び悩んだ一因と考えられる。
警備費用
倒産が迫るまで、ホームレスや日雇い労働者の溜まり場となるのを防ぐため、多くの警備員を館内外に配置していた。このため、人件費や経費が過大だったのではないかとの声もある。

### 倒産後

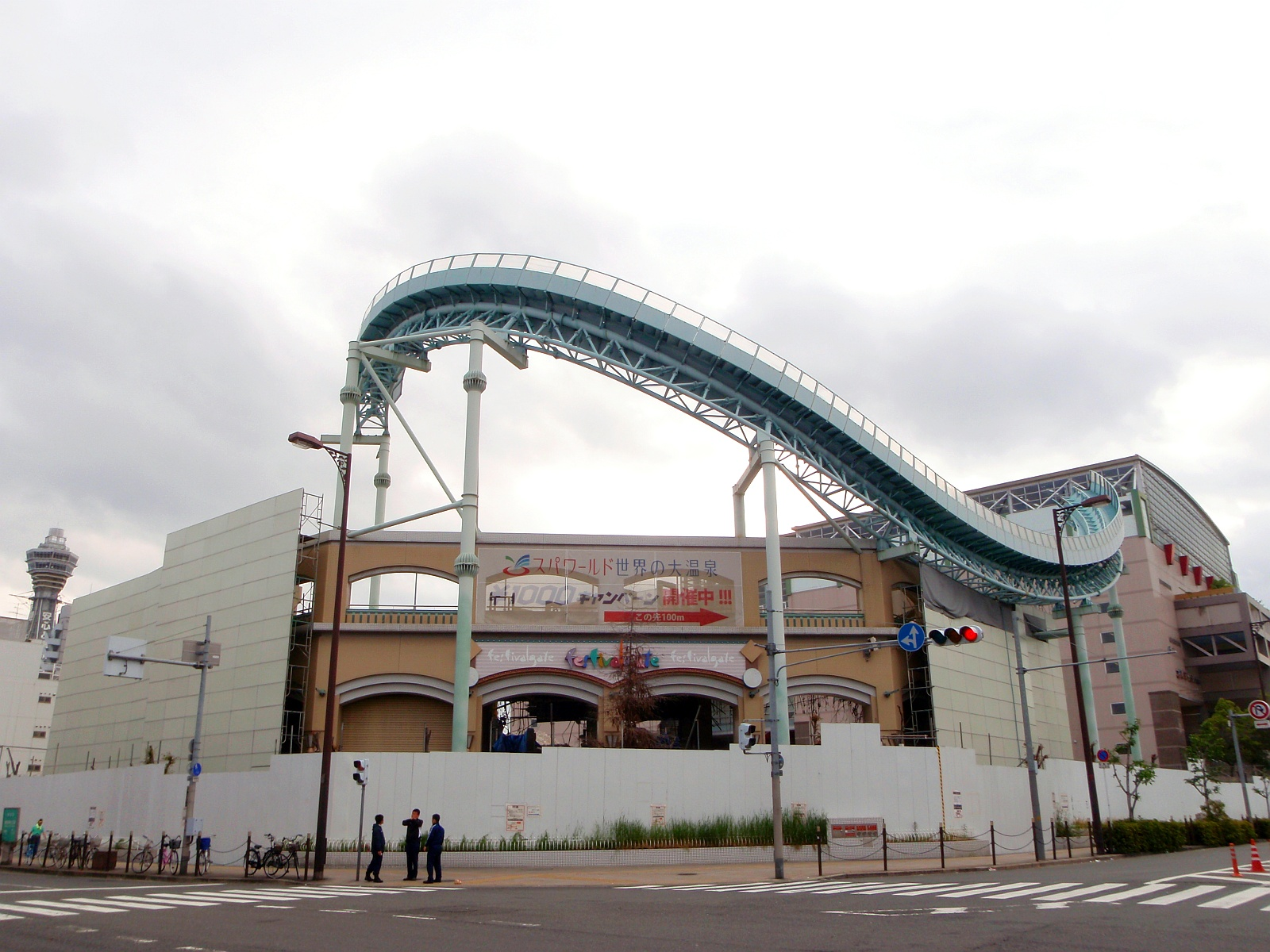
解体工事が進むフェスティバルゲート。

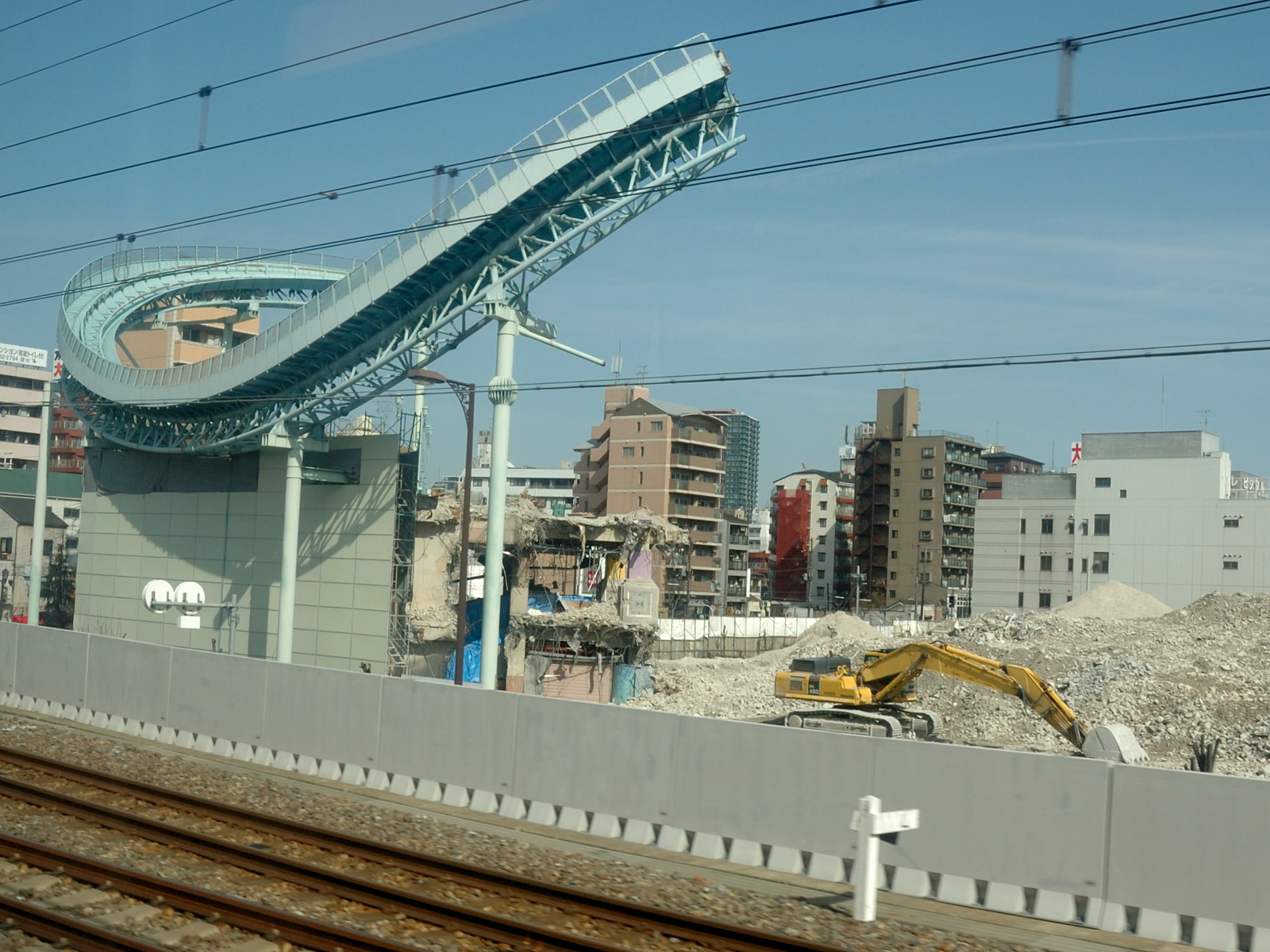
解体工事末期のフェスティバルゲート。建物の殆どが解体されている。

倒産後は運営母体がオリックスに移り、同社の支援の元に2005年4月にも「大阪市交通記念館」として全面改装する予定であった。しかし、建物フロアの耐荷重が市電や地下鉄車両の重さに耐えられるほどではなく、レプリカをわざわざ作って展示する構想もあったなどコンセプト自体に無理を含んでいた。そういった中、全面改装にあたっての入居中店舗との立ち退き交渉が決裂。結局オリックスは支援撤退を表明し、改装計画は白紙となった。
2007年1月、大阪市は施設再生の最終検討に入り、大阪市が年2億円以上の維持管理費を負担する条件で施設の一部をアート・福祉・経済活動が一体となった用途に貸し出すとするコンペを行い、新世界アーツパークなど民間団体などの応募を受け付けたが、収益性の面から見て実現困難として5月には全案を却下し再建を断念した。
以後大阪市は土地建物の売却を開始して各テナントには7月までにすべて撤退するよう通知した。この時点での施設評価額は、建設費の30分の1にも満たない約8億円とされ解体撤去される可能性もあった。2008年2月、条件付一般競争入札で「FESTIVAL PLAZA APP」が26億円で落札し、建物は解体せずそのまま使う予定だと発表された。しかし、売買契約締結期限の3月31日までに契約締結には至らなかった。5月14日、大阪市は売買契約を断念。大阪市は保証金2億6,000万円を没収し、違約金など8億2,500万円を請求した。2010年5月20日に大阪地裁は大阪市の訴えを認め、同社に対して全額の支払いを命じた。
2007年5月5日、エキスポランドでジェットコースターの脱線事故が発生して5月6日から「デルピス・ザ・コースター」の運転を中止。点検の結果問題はなかったが、そのまま営業終了が決定して施設の遊具はすべて撤去された。7月31日、一部のテナントを残して「フェスティバルゲート」としての営業を終了。8月26日、大阪プロレスが最後の興行を開催して撤退。また、芸術系のNPO団体3団体も2007年末に、残っていた株式会社フジカワとサンクス（フェスティバルゲート店）も2008年に、それぞれ撤退して入居する全テナントの退去が完了。2テナントの退去直前時点で、ビル全体の90%以上が空室となり、動物園前駅への連絡口のある地下から、スパワールドへの連絡通路がある2階までを除く大半の区域が閉鎖、立入禁止とされた。テナントの退去後、順次ビルの解体が進められていた。
テナント退去に前後して、地下にあった市バスの操車場も閉鎖された。これに伴い、ここで折り返し待機をしていた1号系統は運行経路を変更して、あべの橋 - 動物園前 - 地下鉄動物園前 - 市大病院 - あべの橋間の循環運行となった。また、サンクス前にあった停留所も休止となっている。1号系統以外の路線については、地下鉄動物園前 - あべの橋間の運転は取り止めとなり、1号系統も2010年3月28日のダイヤ改正で当地への乗り入れを終了した。

### その後の動向
2009年1月30日に行われた3回目の競売にマルハンのみが参加し、予定価格8億3,000万円を上回る14億2,000万円で落札した。総事業費55億円を掛けて2階建ての新たなビルを建設し、ボウリング場を中心にしたスポーツアミューズメント施設「ツーテンゲート（仮称）」として、2013年までのオープンを目指していた。同社はパチンコ店の営業を主体としているが、契約上5年間はパチンコ店の出店は禁じられている。2013年7月には、4階建ての「韓流テーマパーク」（仮称）を2014年秋に開業させると発表した。しかし、日韓関係の悪化を理由に計画が見直され、ドン・キホーテを核テナントにした商業施設を建設することになった。2014年12月30日に「マルハン新世界店」が先行オープンした後、2015年2月27日に「MEGAドン・キホーテ新世界店」がマルハン2階にオープンした。

## フロア詳細
大半の施設は、2007年8月末に営業終了。解体直前の時点（2011年7月現在）では、3階から5階までの大部分と6階以上は閉鎖されていた。
- 地下1階 - 大阪市営地下鉄（現・Osaka Metro）動物園前駅 連絡通路
- 1階 - ミラクル・ゲート

海底都市へと通じるエントランスゾーン、コンビニや薬局などを出店。新今宮・地下鉄・バス側入口と新世界・通天閣側入口がある。
- 2階 - ピアッツア・フェスタ

水の都ベネチアをモチーフとした飲食・物販ゾーン。
- 3階 - ピアー・フェスタ

アメリカ西海岸を舞台にアーリーアメリカンの雰囲気をあしらった飲食・物販ゾーン。
- 4階 - オリエンタル・フェスタ

東方見聞録に見る東洋の雰囲気をあしらった和洋中ミックスの飲食ゾーン。
- 5階 - モスク・フェスタ

東西世界の十字路イスタンブールをイメージしたモスク調の造形を施した飲食ゾーン。
- 6階 - ラボ・フェスタ

ジュール・ヴェルヌの研究室をイメージしたゲームアミューズメントゾーン。
- 7階 - シネ・フェスタ

国際映画祭の会場のようなきらびやかな街並みを演出した映画館ゾーン。2007年3月31日をもって営業終了。
- 8階 - ビュー・フェスタ

空中展望レストラン。港に停泊した貿易船をイメージ。バラエティ豊かな創作大衆料理がメイン。

### 娯楽施設
- 2階
  - マーメイドカルーセル（メリーゴーラウンド） - 外径11.2m、ゴンドラ22基定員計26名、泉陽興業製。海洋生物をモチーフとしたゴンドラとした[4]。
  - コスモファイター（テレコンバット） - 直径16m、全高8.26m、2人乗りゴンドラ14台、ザンペルラ製[4]。
  - ダッジェムアタック（対戦型カーアクション）
  - ダウンタウン - 10種類のコイン式カーニバルゲームを設置[4]。
- 3階
  - テオスの塔（パラシュートタワー） - 直径18m、最大地上高53.1m、4人乗りゴンドラ6台、日立造船・泉陽興業製[4]。
  - ゴーストプリズン（3Dサウンド・ファンハウス） - 全長67m、6人乗りゴンドラ11基、泉陽興業製[4]
  - クロノス（スカイレボリューション） - 16人乗りゴンドラ2台、全高18.68m、泉陽興業製[4]
- 4階
  - エキドナの洞窟（シューティング） - 全長73m、4人乗りゴンドラ20基、泉陽興業製[4]
  - アエロプリオ（ツェッペリン） - 外径20m、全高10.1m、8人乗りゴンドラ8基、ザンペルラ製[4]
  - 占いラビリンス（占いダークライド） - 全長61m、2人乗りゴンドラ11基、泉陽興業製[4]
  - チャイニーズゴースト（ウオークスルー占いアトラクション）
  - ふれ愛ニャンニャンランド
- 5階
  - ザ・ラストアドベンチャー（バーチャルリアリティ・シミュレーションシアター） - 4人乗りゴンドラ24基、三菱プレシジョン製[4]
  - カーレントデンジャー（ロックンロール） - 直径12m、4人乗りゴンドラ10基、泉陽興業製[4]
  - メビウスループ（ハイローラー） - 全高9.46m、4人乗り4両編成、ラーソン製[4]
  - デルピス・ザ・コースター（ローラーコースター） - 全長700m、最大地上高45.6m、最高時速100km、最大傾斜角50度、4人乗り6両2編成、泉陽興業製[4]。
  - キッズランド（5種類の子ども・ファミリー向け屋外遊戯施設）
    - ドラゴンコースター - 全長65m、4人乗り5両編成、ザンペルラ製[4]
    - ディノジェット - 外径8.4m、2人乗りゴンドラ6基、ザンペルラ製[4]
    - サイクルモノレール - 全長約130m、動物型ゴンドラ4人乗り5基、泉陽興業製[4]
    - バッテリーカー - 泉陽興業製[4]
    - サファリペット - 泉陽興業製[4]

  - オスマン帝国の秘宝（迷路型ファンハウス） - 三福商事製[4]
  - ガン・ミュージアム（エアガン博物館）
- 6階
  - セガワールド（ゲームセンター）[4]

## 交通アクセス

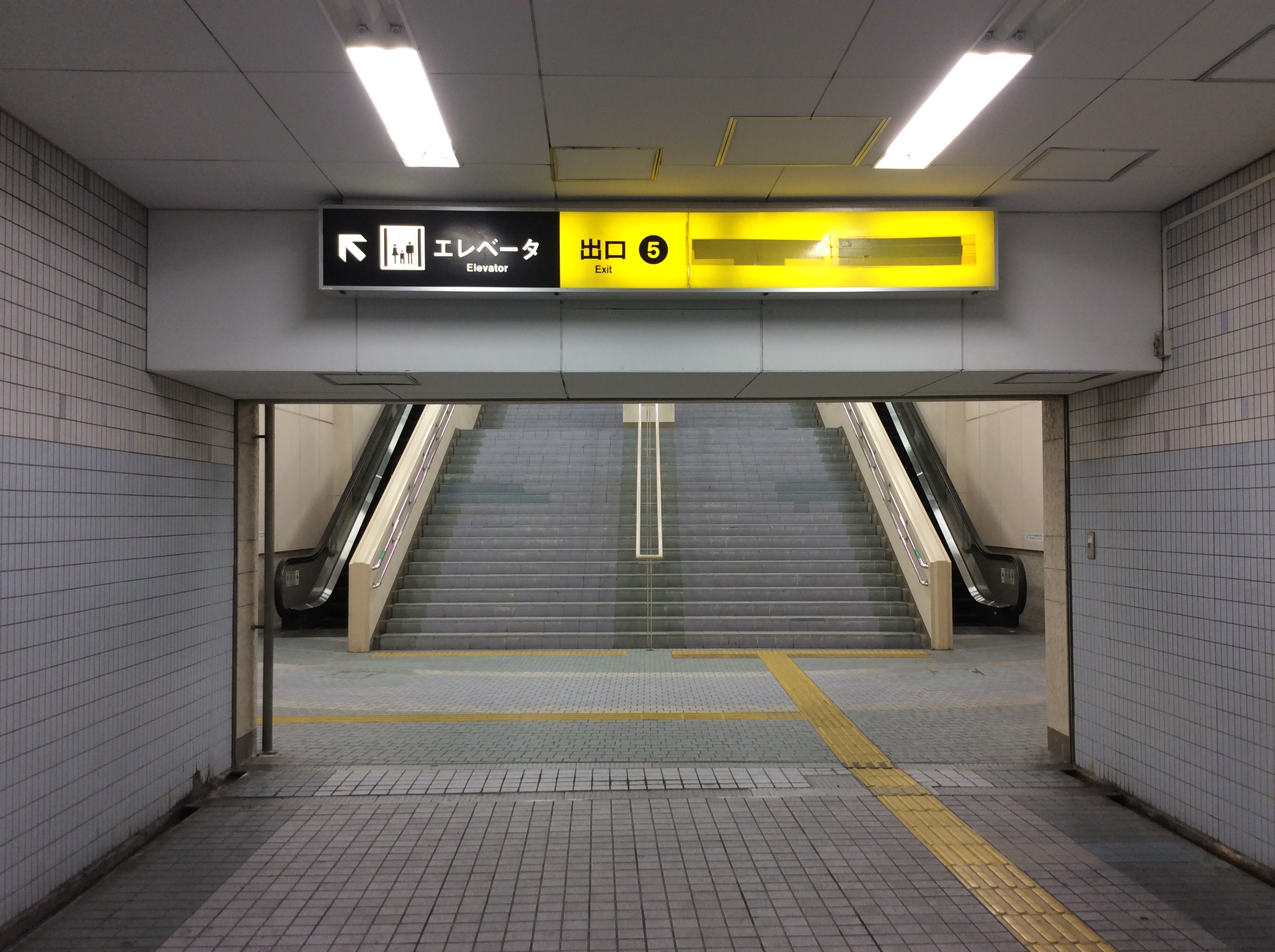
動物園前駅の5号出口（フェスティバルゲート解体後）。階段とエスカレーターはフェスティバルゲート時代のものを転用。

- 大阪市営地下鉄御堂筋線・堺筋線：動物園前駅 - 5号出口すぐ、そのほか1・3・6号出口からも利用できた（なお5号出口は当該フェスティバルゲート解体に先立ちいったん閉鎖、のちに地上への出口として転用）
- 西日本旅客鉄道（JR西日本）大阪環状線・関西本線（大和路線）：新今宮駅 - 徒歩1分
- 南海電気鉄道南海本線・高野線：新今宮駅 - 徒歩4分
- 阪堺電気軌道阪堺線：南霞町停留場（現・新今宮駅前停留場） - 徒歩2分

## フェスティバルゲートを舞台とした作品
- 『女神の微笑』 - 秋吉理香子による短編小説。『雪の花』（小学館文庫刊）に収録。
- 『難波金融伝ミナミの帝王15トイチの身代金』
- 作品ではないがテレビ大阪の番組「吉本超合金」では頻繁にフェスティバルゲートで企画が行われていた。